# 渣華道

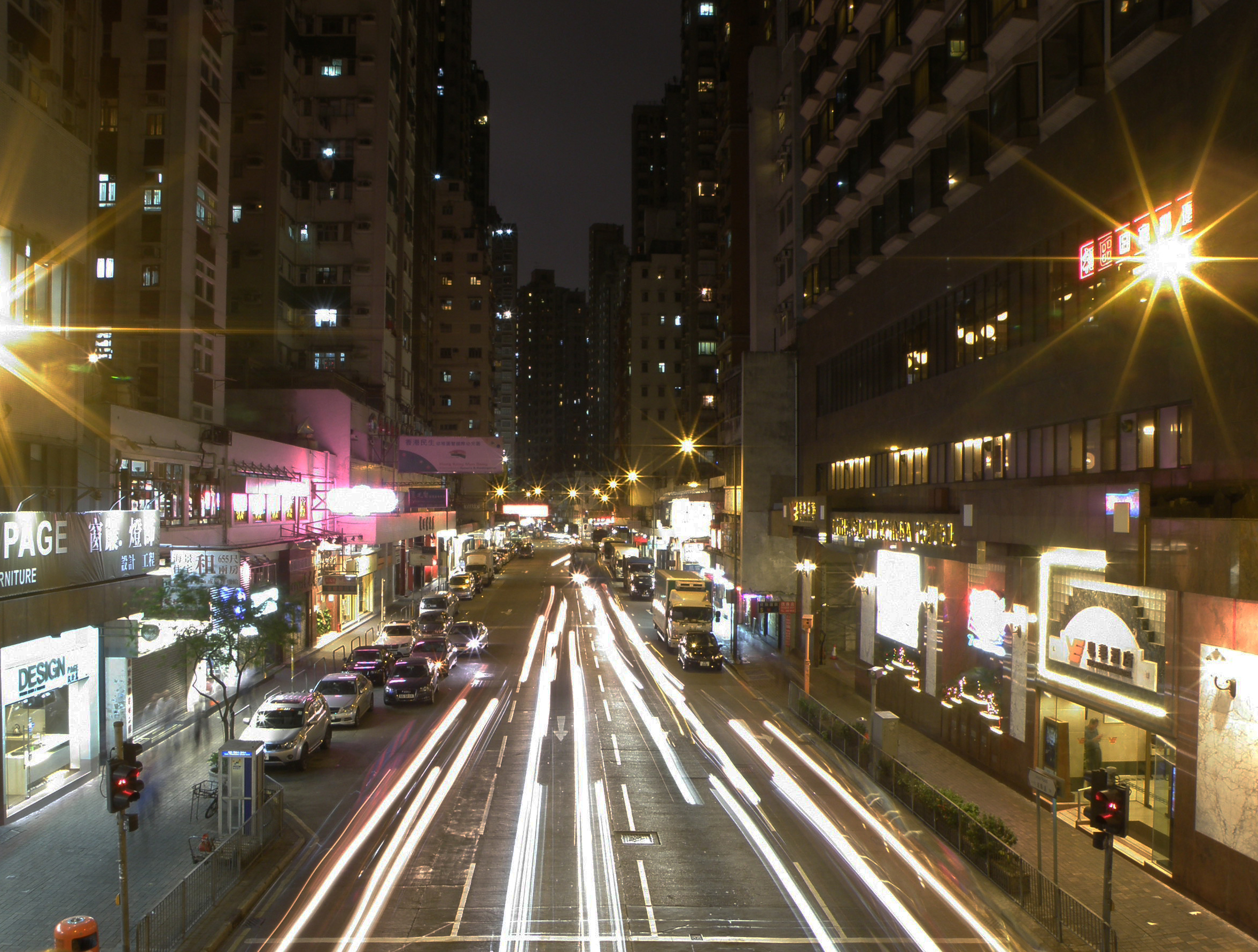
渣華道夜景

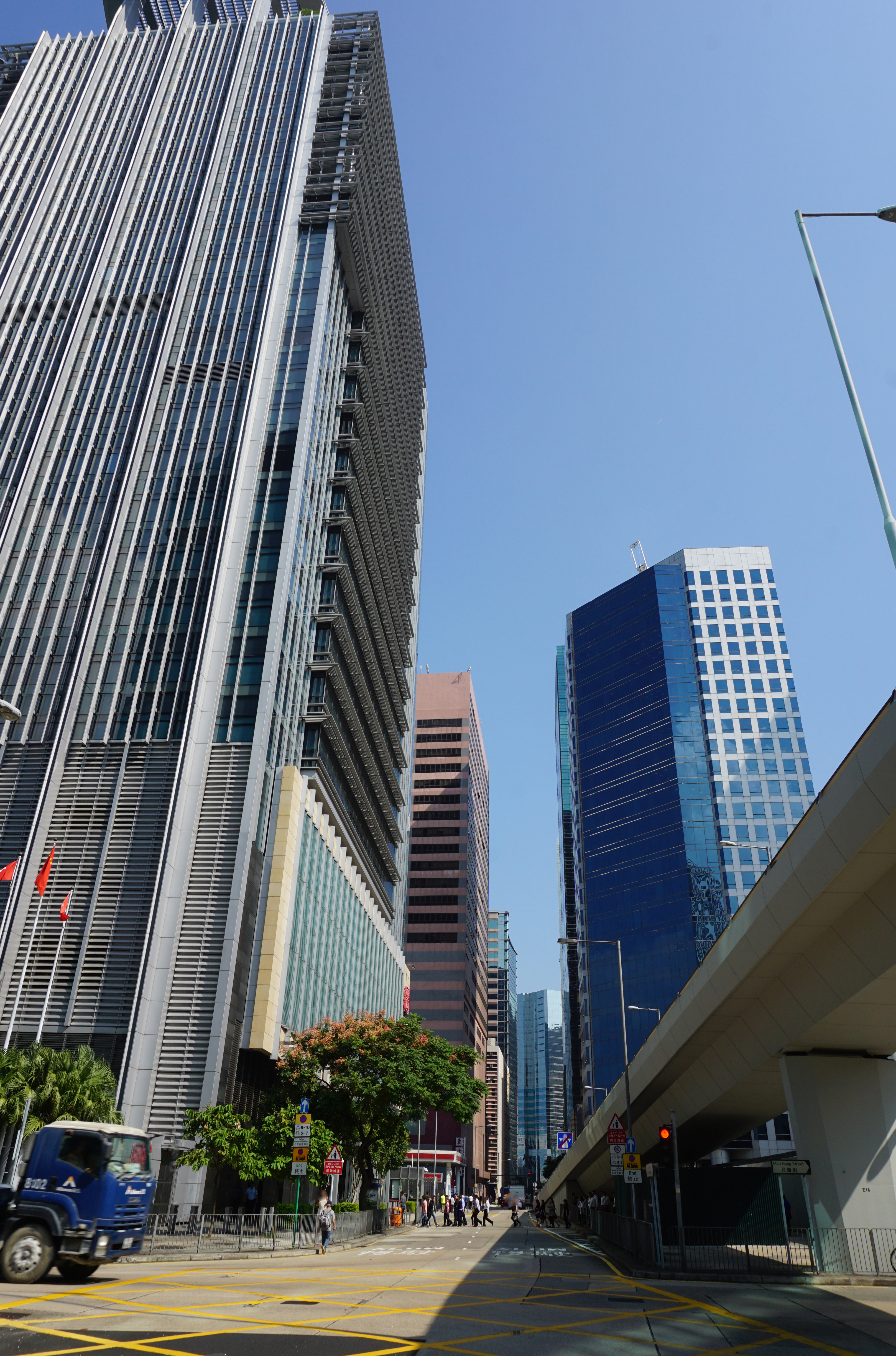
渣華道東段近廉政公署總部大樓

渣華道（英語：Java Road）是香港東區的一條道路，位於北角英皇道之北，由西至東連接炮台山及鰂魚涌，於西端與電氣道連接，並連接東區走廊直達九龍東、筲箕灣、柴灣和小西灣，長約1,700米。

## 歷史
渣華道初期稱為「爪哇道」，指印尼爪哇島。1900年代，有一間「爪哇輪船公司（Royal Interocean Lines - RIL）」於北角設立辦事處，並開辦往來上海、香港、雅加達、萬隆、泗水等地方的輪船航線。
1933年，渣華道落成，香港政府便以「爪哇輪船公司」之名，將道路命名為爪哇道。亦有一說，爪哇道的名稱是源自郭春秧所興建的「爪哇運糖碼頭」。
1950年代，香港政府大規模發展北角區，爪哇道改名為渣華道。

## 沿途地標
- 皇都戲院大廈
- 糖水道東區走廊出入口
- 東區走廊渣華道出口
- 書局街渣華道市政大廈
- 北角渡輪碼頭及北角碼頭公共運輸交匯處
- 宜必思香港北角酒店
- 海璇、北角匯及香港維港凱悅尚萃酒店（北角邨舊址）
- 港濤軒
- 北角街坊會陳樹渠大會堂
- 香港海關總部大樓
- 民康街嘉華國際中心
- 東區走廊民康街出入口
- 廉政公署總部大樓
- 英皇道625號
- 北角政府合署
- 北角海逸酒店
- 香港警察東區總部及北角分區警署
- 泓富產業千禧廣場
- 香港殯儀館
- 渣華道遊樂場
- 中華煤氣行政大樓

## 沿途建築物

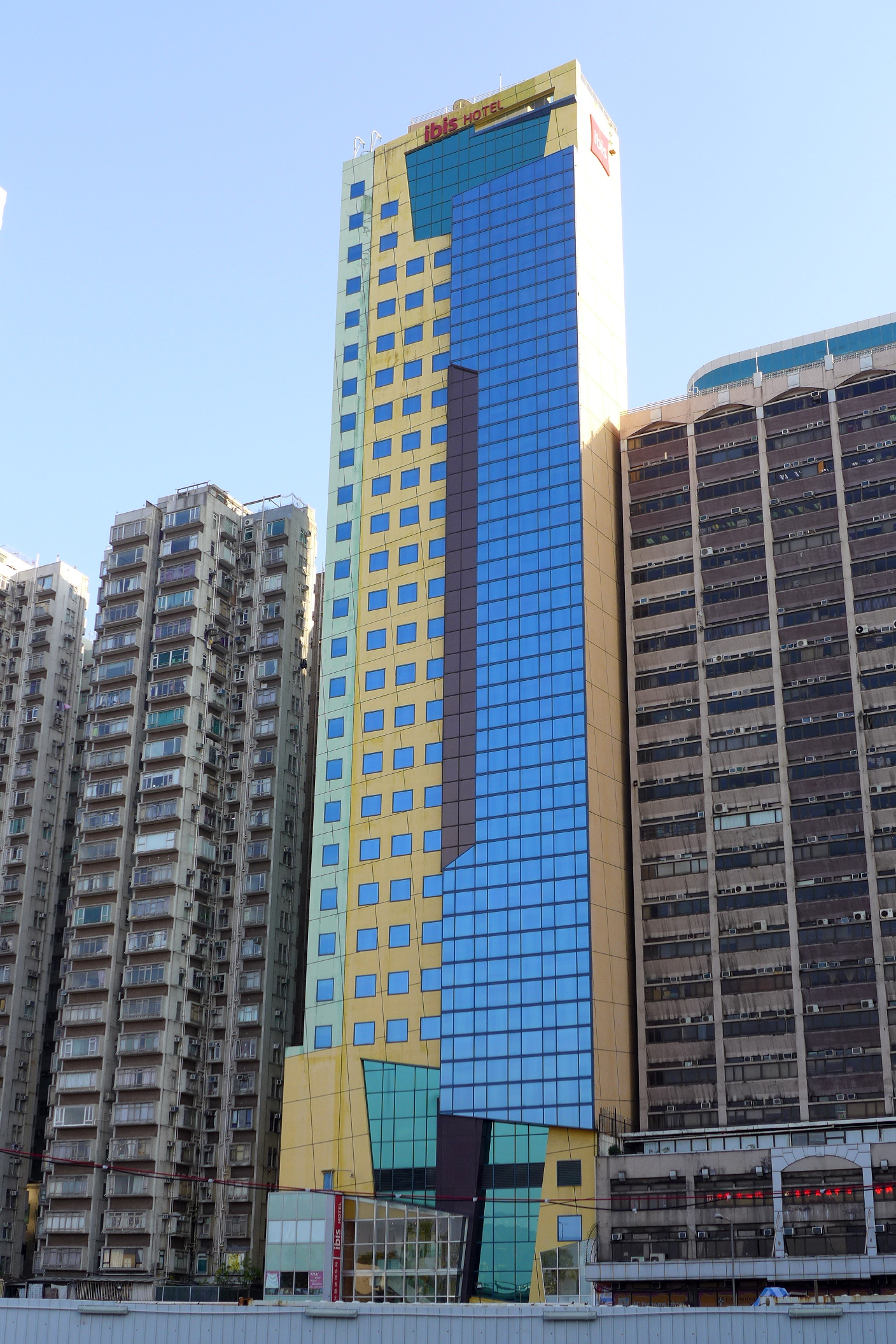
宜必思香港北角酒店
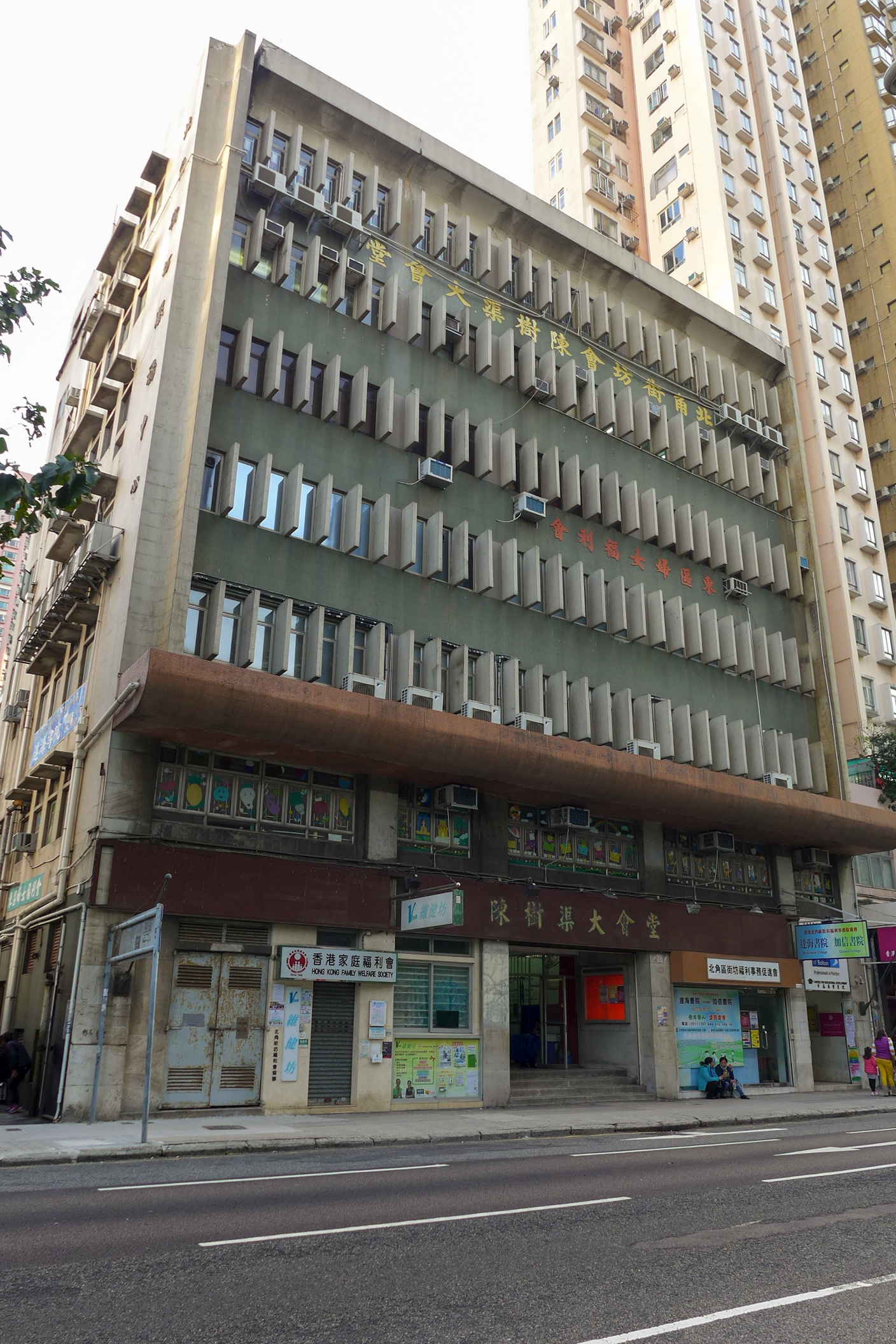
北角街坊會陳樹渠大會堂
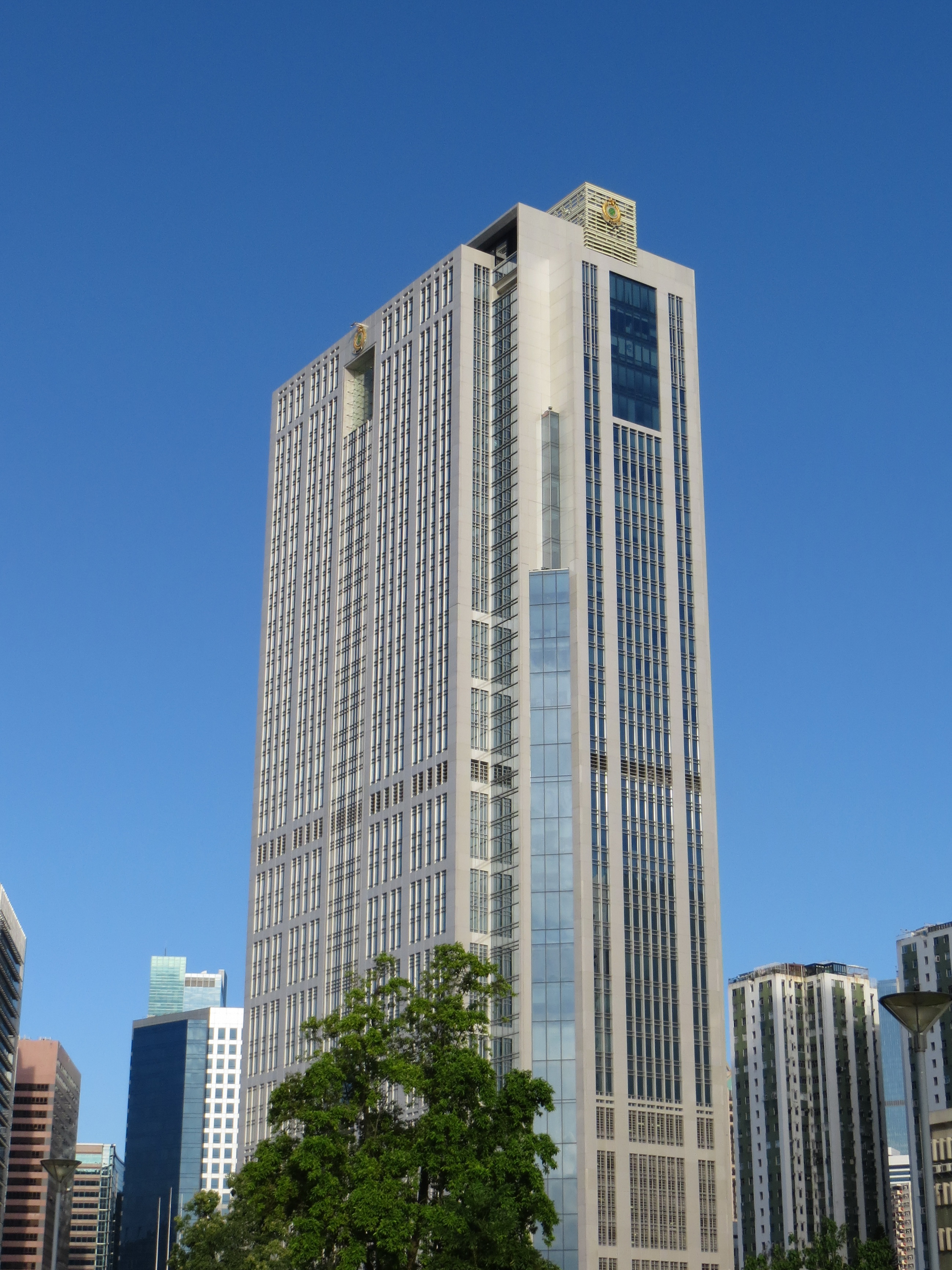
香港海關總部大樓
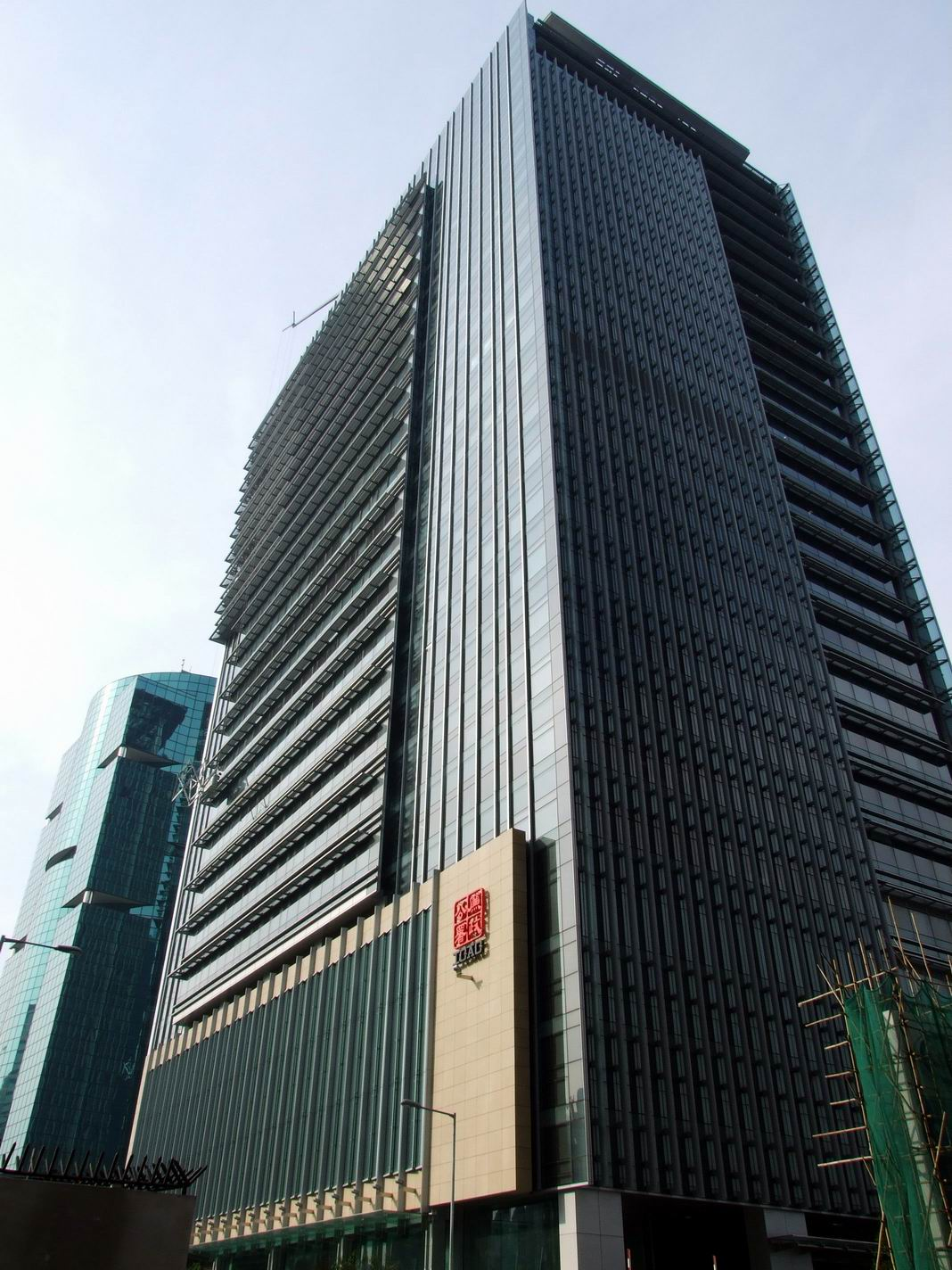
廉政公署總部大樓
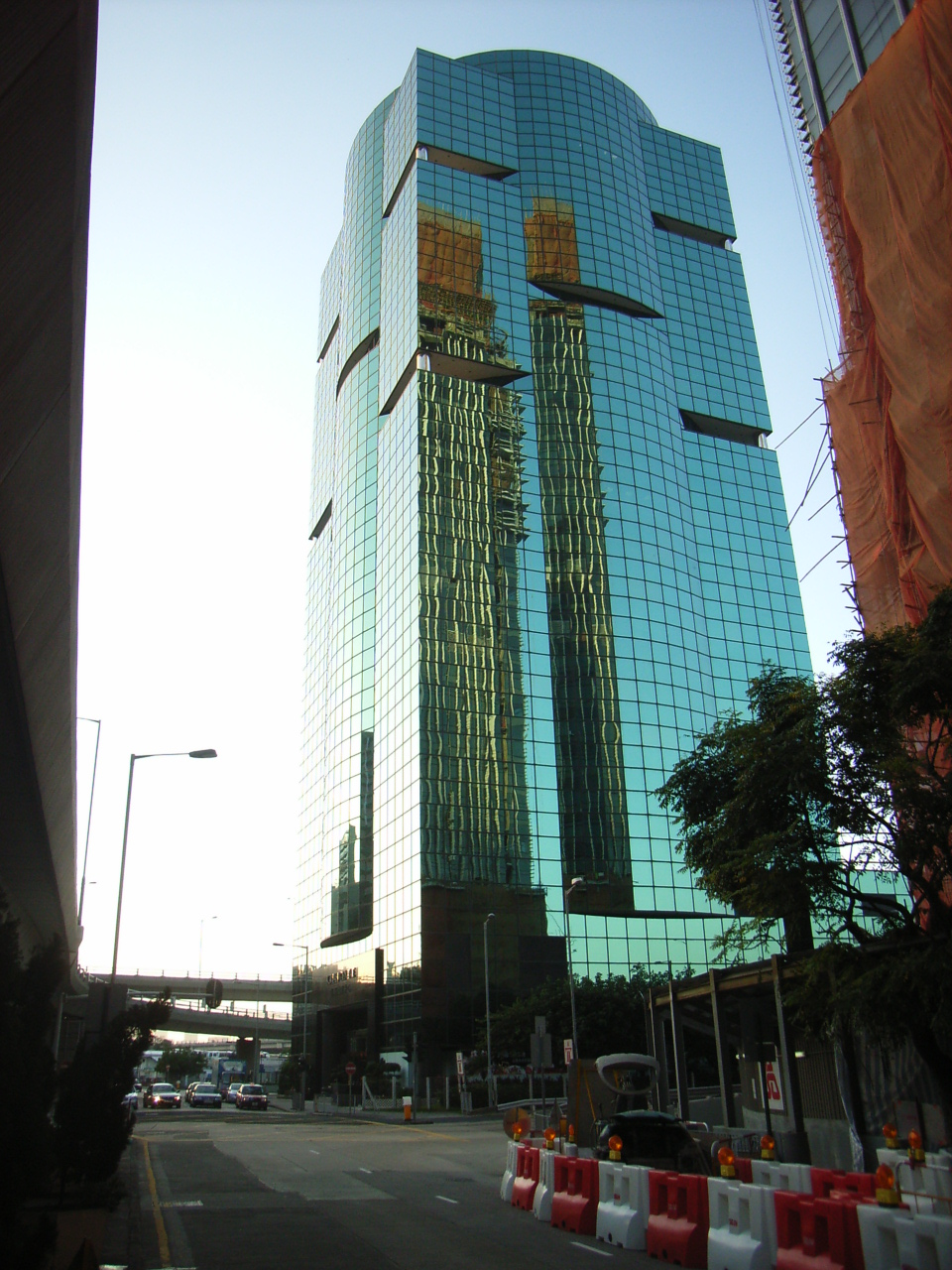
嘉華國際中心

## 資料來源
1. ↑  陳卓君、蘇健進、鄺淑玲、蘇朗智. . 明報週刊. 2010年4月21日 2267期: p54–75 （中文）.
2. ↑  劉智鵬. . AM730網站. 2012-01-20  [2012-08-04]. （原始内容存档于2016-03-04）.